# Павло Диякон
Павло Диякон (лат. Paulus Diaconus або Варнефрід; близько 720, Чивідале-дель-Фріулі — 13 квітня 800, Кассіно) — бенедиктинський чернець, історик лангобардів, що походив зі знатної лангобардської сім'ї з Фріуля.

## Біографія
Онук аристократа Лопіхіса. При народженні отримав ім'я Варнефрид. Стояв дуже близько до лангобардського короля Рачіса, при дворі якого в Павії отримав чудову освіту. Надалі був придворним письменником короля Дезидерія і вчителем його дочки, на прохання якої написав в 774 році «Римську історію» («Historia Romana») — твір компілятивного характеру, який продовжував в християнському дусі «Бревіарій» Флавія Євтропія до Юстиніана.
Після придушення фріульського повстання лангобардів у 776 році, коли Карл I Великий за участь у повстанні відвіз у Галлію як заручника брата Павла Аріхіса, Павло пішов у Монте-Кассінський монастир. У 782 році, під час перебування Карла в Італії, Павло звернувся до нього з проханням у формі елегії про звільнення брата. Карл зацікавився Павлом, який вже тоді завоював репутацію вченої людини, письменника і поета, і запросив його в Галію, де той незабаром став одним з найавторитетніших членів «придворної академії» імператора. За дорученням Карла, Павло зібрав і виправив церковні пісні, які досі вживаються у католицькій церкві. У 787 році дістав можливість повернутися до Монтекассіно, де зайнявся працею з історії Лангобардського королівства, яке зникло в 774 році.

## Назви нот
Сучасні назви нот сходять до першого віршу гімну Павла Диякона на честь Івана Хрестителя:
 DOminus, Lord
 Resonare fibris,
 Mira gestorum
 Famuli tuorum,
 Solve polluti
 Labii reatum,
 SancteIohannes.

## Твори
Крім листів, поетичних і чисто богословських творів Павлу Диякону належать:
- «Historia Romana» (найкраще видання в «Rerum italicarum Scriptores» Мураторі),
- «Gesta episcoporum Mettensium» (в «Monumenta Germaniae historica» Пертца) і
- «Historia Langobardorum» (1 видання — Париж, 1514 р.; всього — понад 10; найкращі — у Мураторі і Пертца).

Захопливий виклад і зразкова мова були причиною того, що остання праця отримала велике поширення й дійшла до нас у 114 рукописах.